# 渡辺実 (映画監督)
渡辺 実（渡邊 實、わたなべ みのる、1919年10月5日 - ）は、日本の映画監督である。

## 人物・来歴
1919年（大正8年）10月5日、京都府京都市右京区に生まれる。父は映画館を経営していた。
1935年（昭和10年）、旧制・立命館大学予科を中途退学した。1940年（昭和15年）、日活多摩川撮影所（現在の角川大映撮影所）に助監督として入社した。第二次世界大戦が始まり、1942年（昭和17年）に日活の製作部門は新興キネマ、大都映画と合併して大日本映画製作（のちの大映）勤務となる。
終戦後、大映京都撮影所で、チーフ助監督として勤務、伊藤大輔らの需要に応える。1956年（昭和31年）に監督昇進、翌年公開の勝新太郎主演作品『信号は赤だ』で監督としてデビューした。
3年間で6本を監督するが、1959年（昭和34年）、再度伊藤大輔の助監督を務めた。以降、監督に復帰することなく、1965年（昭和40年）には現場を離れ、写真課長となる。1970年（昭和45年）には総務部厚生係長となるが、1971年（昭和46年）12月に大映は倒産した。新会社大映映画が設立され、新会社に引き続き勤務、総務係長を務めた。1975年（昭和50年）には同社を退社した。

## フィルモグラフィ
特筆以外は大映京都撮影所製作

### 助監督
- 『七つの顔』 : 監督松田定次、1946年
- 『われ幻の魚見たり』 : 監督伊藤大輔、1950年
- 『おぼろ駕籠』 : 監督伊藤大輔、松竹京都撮影所 / 松竹、1951年
- 『大江戸五人男』 : 監督伊藤大輔、松竹京都撮影所 / 松竹、1951年
- 『治郎吉格子』 : 監督伊藤大輔、松竹京都撮影所 / 松竹、1952年
- 『獅子の座』 : 監督伊藤大輔、1953年
- 『お菊と播磨』 : 監督伊藤大輔、1954年
- 『春琴物語』 : 監督伊藤大輔、大映東京撮影所、1954年
- 『逢いぞめ笠』 : 監督加戸敏、1956年
- 『霧の音』 : 監督清水宏、1956年

### 監督
- 『信号は赤だ』 : 主演勝新太郎、1957年
- 『清水港喧嘩旅』 : 主演勝新太郎、1957年
- 『月姫系図』 Tsukihime keizu : 主演市川雷蔵、1958年
- 『流れ星十字打ち』 : 主演林成年、1958年
- 『赤胴鈴之助 黒雲谷の雷人』 : 主演桃山太郎、1958年
- 『鬼女系図』 : 主演黒川弥太郎、1959年

### 助監督
- 『ジャン有馬の襲撃』 : 監督伊藤大輔、1959年
- 『切られ与三郎』 : 監督伊藤大輔、1960年
- 『好色一代男』 : 監督増村保造、大映東京撮影所、1961年
- 『女と三悪人』 : 監督井上梅次、1962年
- 『破戒』 : 監督市川崑、1962年
- 『殺陣師段平』 : 監督瑞穂春海、1962年
- 『怪談鬼火の沼』 : 監督加戸敏、1963年
- 『昨日消えた男』 : 監督森一生、1964年
- 『眠狂四郎魔性剣』 : 監督安田公義、1965年

## 註
1. 1 2 3 4 5 6 7 8  渡辺実、raizofan.net, 2009年10月14日閲覧。
2. 1 2  #外部リンク欄、「渡辺実」の項リンク先、日本映画データベース、2009年10月14日閲覧。二重リンクを省く。